# Octopodiformes
Els octopodiformes (Octopodiformes) són un superordre de mol·luscs cefalòpodes que inclou els pops i formes afins. Es diferencien dels decapodiformes (calamars, sípies i afins) per presentar vuit braços en comptes de deu i no tenir dos tentacles més llargs.

## Classificació
El superordre Octopodiformes inclous dos ordres i nombroses famílies:
Ordre Octopoda
- Subordre Cirrata
  - Família Cirroctopodidae Collins & Villenueva, 2006
  - Família Cirroteuthidae Keferstein, 1866
  - Família Opisthoteuthidae Verrill, 1896
  - Família Stauroteuthidae Grimpe, 1916
- Subordre Incirrata
  - Superfamília Argonautoidea Cantraine, 1841
    - Família Alloposidae Verrill, 1881
    - Família Argonautidae Cantraine, 1841
    - Família Ocythoidae Gray, 1849
    - Família Tremoctopodidae Tryon, 1879

  - Superfamília Octopodoidea d'Orbigny, 1840
    - Família Amphitretidae Hoyle, 1886
    - Família Bathypolypodidae Robson, 1929
    - Família Eledonidae Rochebrune, 1884
    - Família Enteroctopodidae Strugnell et al., 2014
    - Família Megaleledonidae Taki, 1961
    - Família Octopodidae d'Orbigny, 1840

Ordre Vampyromorpha
- Família Vampyroteuthidae Thiele, 1915